# 倫敦觀光

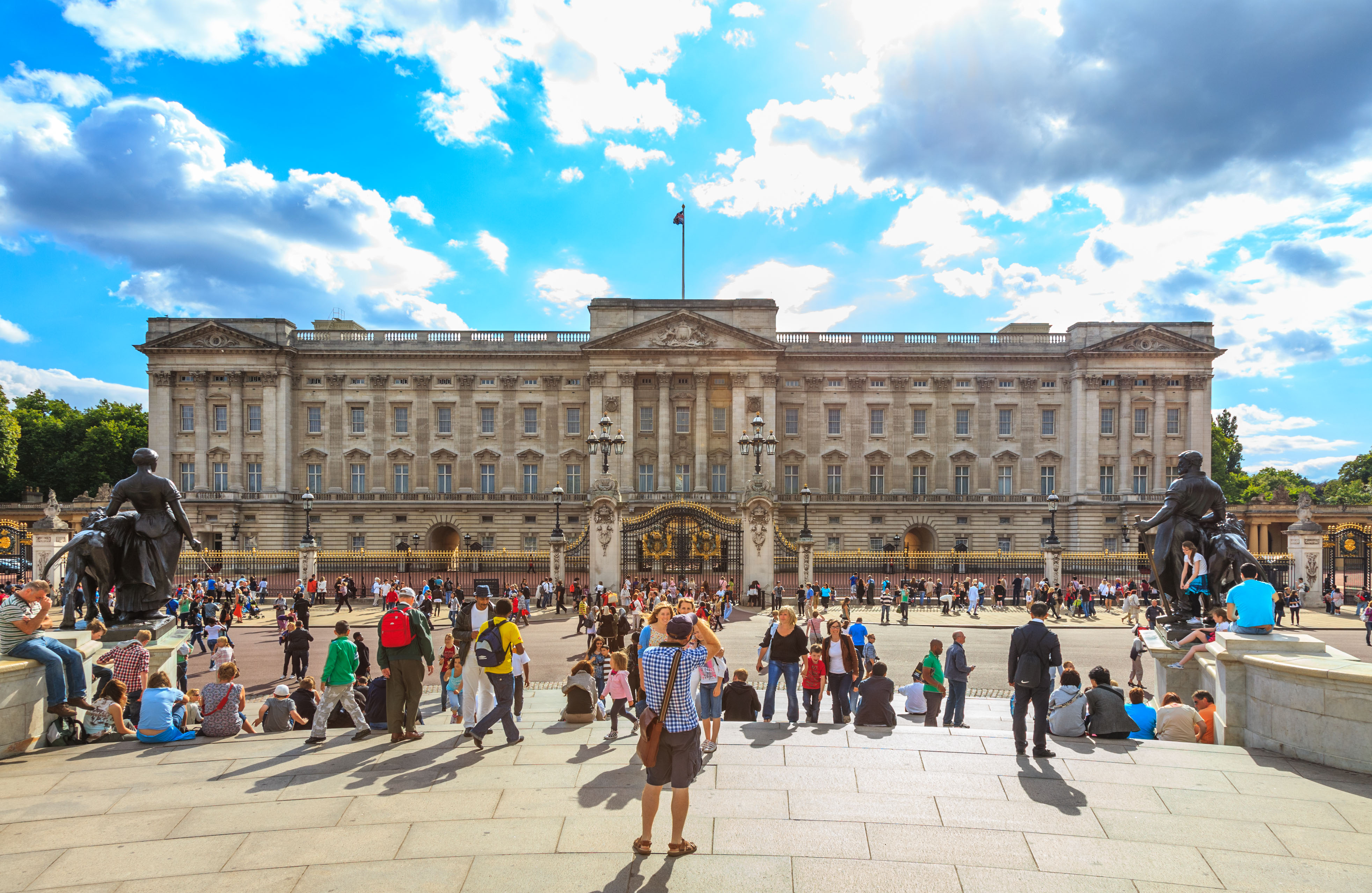
白金漢宮

倫敦是世界頂尖的旅遊都市之一。2011年，倫敦吸引1630萬人的外國遊客，使得倫敦成為世界吸引外國遊客數最多的城市之一。2011年，觀光客在倫敦消費了94億英鎊，占到了英國外國觀光客消費總量的一半以上。

## 觀光景點
倫敦的主要觀光景點包括倫敦眼、大本鐘、國會大廈、西敏寺、倫敦塔、白金漢宮、倫敦塔橋、杜莎夫人蠟像館、倫敦動物園、聖保羅大教堂、千禧橋、科芬園等等。
倫敦還有眾多博物館和美術館，大多都可以免費進入，其中以大英博物館、科學博物館、自然史博物館、泰特現代美術館、泰特英國美術館、英國國家美術館和國家肖像館最為著名。倫敦必遊的景點還有眾多著名的公園,皇室的海德公園、攝政公園、肯辛頓公園等。
倫敦是很多著名小說的場景，例如哈利波特裡的王十字車站，因為哈利波特小說以及電影的關係，哈利波特迷都會來王十字車站找尋9又3/4月台，福爾摩斯小說裡的貝克街也是著名場景，貝克街地鐵站牆上可以看到福爾摩斯的畫像。